# Robert Jameson
Robert Jameson (Leith, 11 de julio de 1774-Edimburgo, 19 de abril de 1854) fue un naturalista y geólogo escocés. Como profesor regio de la Universidad de Edimburgo durante 50 años, Jameson es notable por su dedicación a la enseñanza de la historia natural, la excelente colección de su museo y su tutoría sobre Charles Darwin. Darwin asistió a las clases del profesor Jameson en su adolescencia, aprendiendo sobre estratigrafía y colaborando con las tareas de clasificación del museo de la Universidad de Edimburgo, en aquel momento uno de los mayores de Europa. En las lecciones organizadas por la Asociación Werner de Historia Natural del profesor Robert Jameson, el joven Darwin presenció la demostración de un método que utilizaba cables para adiestrar a pájaros. 
Fue tío-abuelo de Sir Leander Starr Jameson, Bt. KCMG, Caballero de la Orden del Baño, y estadista británico en las colonias; y tío de Robert William Jameson, dramaturgo radicado en Edimburgo. 

## Infancia y juventud
Recibió su educación temprana en Edimburgo, tras la cual ingresó como aprendiz de un cirujano en Leith, con la intención de viajar a las colonias de ultramar. Asistió a clases de medicina, botánica, química e historia natural en la Universidad de Edimburgo. 
Hacia 1793, influido por John Walker (1731-1803), su profesor de historia natural, renunció a la medicina y a su proyecto de convertirse en médico naval para centrarse en la ciencia, particularmente geología y mineralogía. A raíz de su decisión, Jameson asumió a responsabilidad del cuidado de la colección del museo de historia natural de la universidad. Durante esta temporada sus investigaciones geológicas le llevaron a visitar con frecuencia la isla de Arran, las Hébridas, Orkney, las Islas Shetland y, ya en tierra firme, diversas áreas de Irlanda. En 1800, pasó un año en la academia de minería de Freiberg, en Sajonia, donde estudió con el reputado geólogo Abraham Gottlob Werner (1749?-1817).
Como licenciado, Jameson tuvo como compañeros de clase a ilustres figuras de la universidad de Edimburgo, como el botánico Robert Brown, Joseph Black y Thomas Dick. 

## ProfesorRegiusde historia natural en la universidad de Edimburgo
En 1804 sucedió al Dr. Walker como el tercer Profesor Regius de historia natural en la universidad de Edimburgo, un puesto que mantuvo durante 50 años. Durante este período se convirtió en la más eminente autoridad en Inglaterra del sistema geológico werneriano, o neptunismo, y en la cabeza visible de los wernerinos de Escocia, como fundador y presidir la Sociedad Werneriana de Historia Natural desde 1808 a 1850, cuando su salud y el futuro de la Sociedad comenzaron a sufrir un deterioro irreversible. El apoyo de Jameson a las teorías neptunistas (una teoría que defendía un origen prehistórico submarino de los minerales) le enfrentó inicialmente a James Hutton (1726-1797), paisano escocés y eminente geólogo preconizador del uniformitarismo, pero que nunca impartió clases en la Universidad de Edimburgo. Esta teoría venía a decir que las características de la corteza terrestre se debían a los procesos naturales producidos a lo largo del tiempo. Posteriormente, Jameson desecharía las teorías neptunistas por considerarlas insostenibles y se adhirió a las ideas de su antiguo rival intelectual, Hutton.
Como profesor, Jameson destacó por su energía y el contagioso entusiasmo con que atraía a sus alumnos. De sus magistrales lecciones se extendió un interés por la geología que se propagaría por toda Inglaterra. Aunque uno de sus alumnos, llamado Charles Darwin, supuestamente se aburría durante sus clases -quizás debido a la diferencia de edad, pues Darwin tenía 16 años, frente a los 52 de su maestro- es indudable que el magisterio de Jameson reforzó el interés del joven científico por la geología. El curso de zoología comenzaba con algunas consideraciones sobre la historia natural del ser humano, y concluía con algunas conferencias sobre la filosofía de la zoología, la primera de las cuales llevaba por título "el origen de las especies animales".(The Scotsman, 29th Oct., 1935: p.8) 
Durante sus más de cincuenta años en el cargo, Jameson reunión una espléndida colección de ejemplares minerales y geológicos para el museo de su universidad, que incluía fósiles, pájaros e insectos. Hacia 1852 el museo contaba con cerca de 74.000 piezas, convirtiéndose en el segundo museo de historia natural más importante de Inglaterra, solo por detrás del British Museum. Poco después de su muerte, el museo universitario fue transferido a la Corona BritániCa, y pasó a formar parte del Royal Scottish Museum -actualmente Royal Museum, sito en la calle Chambers de Edimburgo. 
Fue también un prolífico autor de documentos científicos, y libros como "Mineralogía de las islas escocesas" (1800), "Sistema de mineralogía" (1808), que alcanzó tres ediciones, o el "Manual de mineralogía", publicado en 1821. En 1819, con la colaboración de David Brewster (1791-1868), Jameson se embarcó en la publicación del "Edinburgh Philosophical Journal" (en esp., Diario filosófico de Edimburgo.) del que fue editor único desde 1824.
Robert Jameson murió en Edimburgo el 19 de abril de 1854. Un de Robert Jameson (enlace roto disponible en Internet Archive; véase el historial, la primera versión y la última). sentado se aloja en la National Gallery de Londres, y un boceto permanece en el Old College de la Universidad de Edimburgo.

## Publicaciones
- JAMESON, Professor Robert, James Wilson, and Hugh Murray, (1830) 'Narrative of Discovery and Adventure in Africa, from the Earliest Ages to the Present Time: with illustrations of the geology, mineralogy, and zoology', que incluye un mapa, planos de las rutas de Park, de Denham y Clapperton; diversos grabados. Primera edición del Edinburgh Cabinet Library, 1830.

- JAMESON, Robert, (1798) The Mineralogy of the Shetland Islands and of Arran.

- JAMESON, Robert, (1800) Mineralogy of the Scottish Isles.

- JAMESON, Professor Robert, (1804) System of Mineralogy.

- JAMESON, Professor Robert, (1805) Mineralogical Description of Scotland, vol. i, part I.

- JAMESON, Professor Robert, (1809) Elements of Geognosy.

- JAMESON, Professor Robert, (1813) Mineralogical Travels through the Hebrides, Orkeny and Shetland Islands.

- JAMESON, Professor Robert, (1821) Manual of Mineralogy.